# Kurt Borg
Kurt Olof Borg, född 21 februari 1914 i Torneå, död 23 februari 2003, var en finländsk jurist.
Borg, som var son till apotekare Theodor Johannes Borg och Elsa Sofia Lönngren, blev student 1932, avlade högre rättsexamen 1941 och blev vicehäradshövding 1946. Han var advokat i Hangö 1945–1947 och borgmästare där från 1947. Han var medlem av Hangö kyrkofullmäktige från 1946.